# Asakusabashi
Asakusabashi (jap. 浅草橋) – zlokalizowana w obszarze Asakusa, jedna z dzielnic Tokio, położona w okręgu Taitō.

## Opis
Dzielnica Asakusabashi, która rozciąga się na wschód od Akihabary, od dawna jest znana ze sklepów sprzedających tradycyjne japońskie lalki. Jest to jedna z głównych dzielnic hurtowych w Japonii, z wieloma sklepami o długiej tradycji, które działają od ponad 100 lat. Jest także domem dla wielu różnych firm.

## Edukacja
Dzielnica Asakusabashi jest przydzielona do okręgu szkolnego, w którym znajduje się szkoła podstawowa Taitō Ikuei (台東育英小学校) i gimnazjum Asakusa (浅草中学校).

## Transport
Asakusabashi ma stację o tej samej nazwie na liniach Sobu i Asakusa. Przez dzielnicę prowadzi Droga Krajowa nr 6.